# William Janney
William Janney (Nova Iorque, 15 de fevereiro de 1908 – Idaho, 22 de dezembro de 1992), nascido Russell Dixon Janney, foi um ator de cinema norte-americano, que atuou em 39 filmes entre 1929 a 1937. Ele foi o filho do autor e produtor teatral Russell Janney.

## Filmografia parcial
- Coquette (1929)
- Salute (1929)
- The Girl Said No (1930)
- Those Who Dance (1930)
- The Dawn Patrol (1930)
- The Pay-Off (1930)
- Shooting Straight (1930)
- The Right of Way (1931)
- Cimarron (1931)
- Girls Demand Excitement (1931)
- The Man Who Played God (1932)
- The Mouthpiece (1932)
- Two Seconds (1932)
- Under-Cover Man (1932)
- A Successful Calamity (1932)
- The Crime of the Century (1933)
- Secret of the Blue Room (1933)
- The World Changes (1933)
- A Modern Hero (1934)
- A Successful Failure (1934)
- Born to Gamble (1935)
- Bonnie Scotland (1935)
- Sutter's Gold (1936)
- Sitting on the Moon (1936)
- Hopalong Cassidy Returns (1936)
- Clipped Wings (1937)